# Ailette (BSAD)
Pour les articles homonymes, voir Ailette (homonymie).
Le BSAD Ailette est un navire de services français. Il a été construit sur le chantier naval Ateliers et Chantiers de la Manche de Dieppe. 
Ce remorqueur ravitailleur de haute mer est désormais basé à Toulon, armé par Bourbon Offshore (Surf) et affrété par la Marine nationale depuis 1988 comme bâtiment de soutien, d'assistance et de dépollution (BSAD).

## Service
Il a été lancé sous le nom de Cyrus.
De 1988 jusqu'en 2004, l’Ailette a servi comme bâtiment de soutien en haute mer (BSHM) puis comme bâtiment de soutien, d'assistance et de dépollution (BSAD)  à Brest en remplacement des gabares de mer Cigale et Fourmi.
Depuis 2003, il porte sur sa proue le marquage AEM (Action de l'État en Mer) , les trois bandes inclinées bleu, blanc, rouge.
Il est remplacé début 2020 par un nouveau navire du groupe SeaOwl, le Pionnier. Il en est de même pour un second BSAD, le VN Sapeur propriété de SeaOwl.

## Caractéristiques techniques
Le BSAD Ailette  est un navire multitâches, de la famille des supply vessels, un AHTS (oil recovery DP1 anchor handling tug supply) de la série des UT711.
Ses principales missions  prioritaires : l'assistance en mer, la lutte antipollution, le remorquage, la lutte incendie et la mise en œuvre de moyens d'assistance à sous-marin en détresse.
Ses missions secondaires : le mouillage d'ancrages, le mouillage et la récupération de mines inertes, la récupération de torpilles d'exercice, la surveillance maritime et la police de la navigation, mission de soutien aux plongeurs.

### Assistance en mer et ravitaillement
Il possède un treuil de remorquage hydraulique de 85 tonnes de traction avec une capacité de 800 m de câble.
Une grue de 20 tonnes de charge complète cet équipement.

### Lutte antipollution
Lors de travaux de modernisation en 2003 aux chantiers Piriou à Concarneau, il a été doté d'un système sweeping arm (bras aspirateur sur grue). Cette pompe aspire un maximum de 400 m3 d'eau en balayant près de 28 hectares de surface à l'heure. Elle est manœuvrée par une grue de 20 tonnes de charge. 
Un système de production de vapeur fut également installé pour les travaux de nettoyage. 
L’Ailette peut aussi embarquer une grosse pompe pour la récupération des produits lourds, d'un aspirateur norvégien Hiwax, de barrages flottants et absorbants…

### Lutte incendie
Son système anti-incendie comprend deux canons à eau de 300 m3/h alimentés par une pompe au débit de 600 m3/h.